# Salt Point
Salt Point – jednostka osadnicza w Stanach Zjednoczonych, w stanie Nowy Jork, w hrabstwie Dutchess.